# Lumpawarrump
Lumpawarrump es un personaje de la serie de libros la Guerra de las Galaxias.
Nacido en el 1 BBY Lumpawarrump era un wookiee hijo del gran Chewbacca. Vivió toda su vida en el planeta Kashyyyk y nació en la época de las Guerras Clon. Vivía con su madre Malla (Mallatobuck) y su abuelo Itchy (Attichitcuk).
- Datos: Q10752211